# Brachineura aberrata
Brachineura aberrata är en tvåvingeart som först beskrevs av Boris Mamaev 1967.  Brachineura aberrata ingår i släktet Brachineura och familjen gallmyggor. Inga underarter finns listade i Catalogue of Life.